# Église Saint-Sulpice de Louroux-de-Beaune
Pour les articles homonymes, voir Église Saint-Sulpice.
L'église Saint-Sulpice est une église située à Louroux-de-Beaune, en France.

## Localisation
L'église est située sur la commune de Louroux-de-Beaune, dans le département français de l'Allier.

## Historique
L'édifice est inscrit au titre des monuments historiques en 1963.